# Disarm the Descent
Disarm the Descent – szósty studyjny album amerykańskiej grupy metalcore'owej Killswitch Engage. Premiera została wyznaczona na 2 kwietnia 2013. Miksowaniem nagrań wykonał Andy Sneap, który współpracował z zespołem w tej dziedzinie przy płytach Alive or Just Breathing i The End of Heartache. Jest to trzeci w historii grupy album nagrany z wokalistą Jessem Leachem.
Singlami z płyty były kolejno utwory "In Due Time" (5 lutego 2013), "The New Awakening" (18 marca 2013). Do tych utworów
nakręcono teledyski.

## Lista utworów
1. "The Hell in Me" – 2:57
2. "Beyond the Flames" – 2:53
3. "The New Awakening" – 3:33
4. "In Due Time" – 3:18
5. "A Tribute to the Fallen" – 4:02
6. "The Turning Point" – 3:12
7. "All That We Have" – 3:20
8. "You Don't Bleed For Me" – 3:20
9. "The Call" – 2:50
10. "No End in Sight" – 3:29
11. "Always" – 4:33
12. "Time Will Not Remain" – 3:13

Edycja specjalna albumu
13. "Blood Stains" - 3:21
14. "Slave to the Machine" - 3:07
15. "Numbered Days" [Live 2012] - 3:45
16. "My Curse" [Live 2012] - 3:53

## Twórcy
Skład zespołu
- Jesse Leach – śpiew
- Adam Dutkiewicz – gitara, miksowanie, produkcja muzyczna
- Joel Stroetzel – gitara
- Mike D'Antonio – gitara basowa, projekt okładki
- Justin Foley – perkusja

Inni
- Andy Sneap – miksowanie

## Opis
Kompozycje muzyczne na płytę były w 90% gotowe jeszcze przed powrotem do składu Jessego Leacha. Teksty i melodie wokalne są autorstwa Leacha, z możliwymi udoskonaleniami przez Adama Dutkiewicza.